# アンドレイ・ナシメント・ドス・サントス
アンドレイ・サントスことアンドレイ・ナシメント・ドス・サントス（Andrey Nascimento dos Santos, 2004年5月3日 - ）は、ブラジル・リオデジャネイロ出身のプロサッカー選手。ブラジル代表。RCストラスブール所属。ポジションはミッドフィールダー。

## 経歴

### クラブ
幼少期は太り気味で、ダイエットのために4歳でフットサルを始めた。その後ヴァスコ・ダ・ガマの下部組織に入団し、当初はディフェンダーであったが中盤にコンバートされ、サッカーに夢中になっていった。
2021年3月7日、カンピオナート・カリオカのヴォルタ・レドンダ戦に85分から交代出場し、16歳でプロデビュー。11月28日、アウェイのロンドリーナ戦でセリエB初出場。
2022シーズンはゼ・リカルド新監督のもとチームの主力として起用され、シーズンを通じてトップチームでプレイし、キャリアを積み重ねた。2022年6月7日、アウェイのナウチコ戦でプロ初ゴールを挙げ、クラブ史上最年少得点者となった。
2023年1月7日、イングランドのチェルシーへの完全移籍が発表された。当初はトップチームへの合流が予定されていたが、イギリスの労働許可証が取得できなかったことから3月2日に古巣のヴァスコ・ダ・ガマに6月末までローンバックされることが発表された。
2023年8月25日、ノッティンガム・フォレストに期限つき移籍。買い取りオプションは設定されていない。
2024年2月1日、フランスのストラスブールにシーズン終了までのローン移籍。同年8月、ストラスブールへのローンが延長され、2024-25シーズンもストラスブールでプレイすることとなった。

### 代表
2019年にU-16代表としてプレイし、2021年からはU-20代表に選出されている。チェルシーへの合流前に2023 南米ユース選手権に出場。チームのキャプテンとして、グループステージのパラグアイ戦を除く8試合に出場し、セントラルMFながら6ゴールを挙げ、チームメイトのヴィトール・ホッキとともに得点王となり、優勝に貢献した。
2023年3月、25日に行われるモロッコとの親善試合に向けて、A代表に初招集された。A代表デビューはそのモロッコ代表戦であり、先発出場したものの1-2で試合には敗れた。

## 個人成績

### クラブ
| 国内大会個人成績 | 国内大会個人成績           | 国内大会個人成績 | 国内大会個人成績 | 国内大会個人成績 | 国内大会個人成績 | 国内大会個人成績 | 国内大会個人成績 | 国内大会個人成績 | 国内大会個人成績 | 国内大会個人成績 | 国内大会個人成績 |
| 年度             | クラブ                     | 背番号           | リーグ           | リーグ戦         | リーグ戦         | リーグ杯         | リーグ杯         | オープン杯       | オープン杯       | 期間通算         | 期間通算         |
| 年度             | クラブ                     | 背番号           | リーグ           | 出場             | 得点             | 出場             | 得点             | 出場             | 得点             | 出場             | 得点             |
| ブラジル         | ブラジル                   | ブラジル         | ブラジル         | リーグ戦         | リーグ戦         | ブラジル杯       | ブラジル杯       | オープン杯       | オープン杯       | 期間通算         | 期間通算         |
| ---------------- | -------------------------- | ---------------- | ---------------- | ---------------- | ---------------- | ---------------- | ---------------- | ---------------- | ---------------- | ---------------- | ---------------- |
| 2021             | ヴァスコ・ダ・ガマ         | 18               | セリエB          | 1                | 0                | 0                | 0                | -                | -                | 1                | 0                |
| 2022             | ヴァスコ・ダ・ガマ         | 16→8             | セリエB          | 33               | 8                | 1                | 0                | -                | -                | 34               | 8                |
| 2023             | ヴァスコ・ダ・ガマ         | 18               | セリエA          | 6                | 1                | 1                | 0                | -                | -                | 7                | 1                |
| イングランド     | イングランド               | イングランド     | イングランド     | リーグ戦         | リーグ戦         | FLカップ         | FLカップ         | FAカップ         | FAカップ         | 期間通算         | 期間通算         |
| 2023-24          | チェルシー                 | 20               | プレミアリーグ   | 0                | 0                | -                | -                | -                | -                | 0                | 0                |
| 2023-24          | ノッティンガム・フォレスト | 12               | プレミアリーグ   | 1                | 0                | 1                | 0                | 0                | 0                | 2                | 0                |
| フランス         | フランス                   | フランス         | フランス         | リーグ戦         | リーグ戦         | F・リーグ杯      | F・リーグ杯      | フランス杯       | フランス杯       | 期間通算         | 期間通算         |
| 2023-24          | ストラスブール             | 8                | リーグ・アン     | 11               | 1                | -                | -                | 0                | 0                | 11               | 1                |
| 2024-25          | ストラスブール             | 8                | リーグ・アン     | 32               | 10               | -                | -                | 2                | 1                | 34               | 11               |
| 通算             | ブラジル                   | ブラジル         | セリエB          | 34               | 8                | 1                | 0                | -                | -                | 35               | 8                |
| 通算             | ブラジル                   | ブラジル         | セリエA          | 6                | 1                | 1                | 0                | -                | -                | 7                | 1                |
| 通算             | イングランド               | イングランド     | プレミアリーグ   | 1                | 0                | 1                | 0                | 0                | 0                | 2                | 0                |
| 通算             | フランス                   | フランス         | リーグ・アン     | 43               | 11               | -                | -                | 2                | 1                | 45               | 12               |
| 総通算           | 総通算                     | 総通算           | 総通算           | 84               | 20               | 3                | 0                | 2                | 1                | 89               | 21               |

### 代表
| ブラジル代表 | 国際Aマッチ | 国際Aマッチ |
| 年           | 出場        | 得点        |
| ------------ | ----------- | ----------- |
| 2023         | 1           | 0           |
| 2024         | 0           | 0           |
| 2025         | 1           | 0           |
| 通算         | 2           | 0           |

## タイトル

### 代表
U-20ブラジル代表
- 南米ユース選手権（2023）

### 個人
- 南米ユース選手権 得点王（2023）